# Dionysus (album)
 (novembre 2018).
Albums de Dead Can Dance
Anastasis
(2012)
Dionysus est le neuvième album studio du duo Dead Can Dance, produit six ans après Anastasis. Il est sorti officiellement le 2 novembre 2018. Cette date n'est pas anodine : il s'agit en effet du Jour des morts, dont un masque traditionnel figure sur la pochette de l'album.
L'album porte le nom du dieu grec du vin et des excès, Dionysos, qui est encore célébré de nos jours lors de fêtes païennes.

## Pistes
Tous les morceaux ont été composés par Brendan Perry, membre fondateur du groupe, puis revus avec Lisa Gerrard.
L'album est composé de sept morceaux, réunis en deux actes. Ainsi, il ne doit pas s'écouter comme une succession de titres mais bien comme un ensemble cohérent en deux parties. 
Acte I
1. Sea Borne
2. Liberator of Minds
3. Dance of the Bacchantes

Acte II
1. The Mountain
2. The Invocation
3. The Forest
4. Psychopomp